# Pezotettix
Pezotettix is een geslacht van rechtvleugeligen uit de familie veldsprinkhanen (Acrididae). De wetenschappelijke naam van dit geslacht is voor het eerst geldig gepubliceerd in 1840 door Burmeister.

## Soorten
Het geslacht Pezotettix omvat de volgende soorten:
- Pezotettix anatolica Uvarov, 1934
- Pezotettix cotti Dirsh, 1949
- Pezotettix curvicerca Uvarov, 1934
- Pezotettix cypria Dirsh, 1949
- Pezotettix giornae Rossi, 1794
- Pezotettix judaica Uvarov, 1934
- Pezotettix lagoi Jannone, 1936
- Pezotettix platycerca Stål, 1876
- Pezotettix sorbinii Massa & Fontana, 1998